# STREAM
În domeniul transporturilor, STREAM este un acronim pentru „Sistemul de TRansport Electric cu Atracție Magnetică” al Ansaldo Trasporti. Proiectul a presupus utilizarea unei conducte din fibră de sticlă, poziționată la nivelul suprafeței drumului ca o șină, din care mașinile experimentale se alimentau cu electricitate printr-un senzor instalat în partea inferioară a autobuzului care „atingea” aceastî pistă; sistemul consta dintr-o bandă de cupru pe un suport magnetic, care se desfășura în interiorul conductei.